# Dicranomyia aequispina
Dicranomyia aequispina là một loài ruồi trong họ Limoniidae. Chúng phân bố ở miền Australasia.